# Cotylelobium lewisianum
Espèce
Classification phylogénétique
Statut de conservation UICN

 CR A1acd, B1+2c : 
En danger critique
 Cotylelobium lewisianum est un arbre sempervirent du Sri Lanka, appartenant à la famille des Diptérocarpacées.

## Répartition
Forêts de montagne du Sri Lanka.

## Préservation
Aucun spécimen n'a été revu depuis les années 1990.